# Курчалинское сельское поселение
Курчалинское се́льское поселе́ние — муниципальное образование в Веденском районе Чечни Российской Федерации.
Административный центр — село Курчали. Фактический административный центр — село Нижние Курчали.

## История
Статус и границы сельского поселения установлены Законом Чеченской Республики от 20 февраля 2009 года № 14-РЗ «Об образовании муниципального образования Веденский район и муниципальных образований, входящих в его состав, установлении их границ и наделении их соответствующим статусом муниципального района и сельского поселения».

## Население
| 2010 | 2012 | 2013 | 2014 | 2015 | 2016 | 2017 |
| ---- | ---- | ---- | ---- | ---- | ---- | ---- |
| 567  | ↗609 | ↗626 | ↗632 | ↘596 | ↘577 | ↗583 |
| 2018 | 2019 | 2020 | 2021 | 2023 | 2024 |      |
| ↗585 | ↘581 | ↘553 | ↗610 | ↘594 | ↘583 |      |

## Состав сельского поселения
| № | Населённый пункт | Тип населённого пункта       | Население |
| - | ---------------- | ---------------------------- | --------- |
| 1 | Верхние Курчали  | село                         | ↗218      |
| 2 | Гезинчу          | село                         | ↘73       |
| 3 | Курчали          | село, административный центр |           |
| 4 | Нижние Курчали   | село                         | ↗130      |
| 5 | Средние Курчали  | село                         | ↘92       |
| 6 | Шерды-Мохк       | село                         | ↗54       |